# شب يلدا

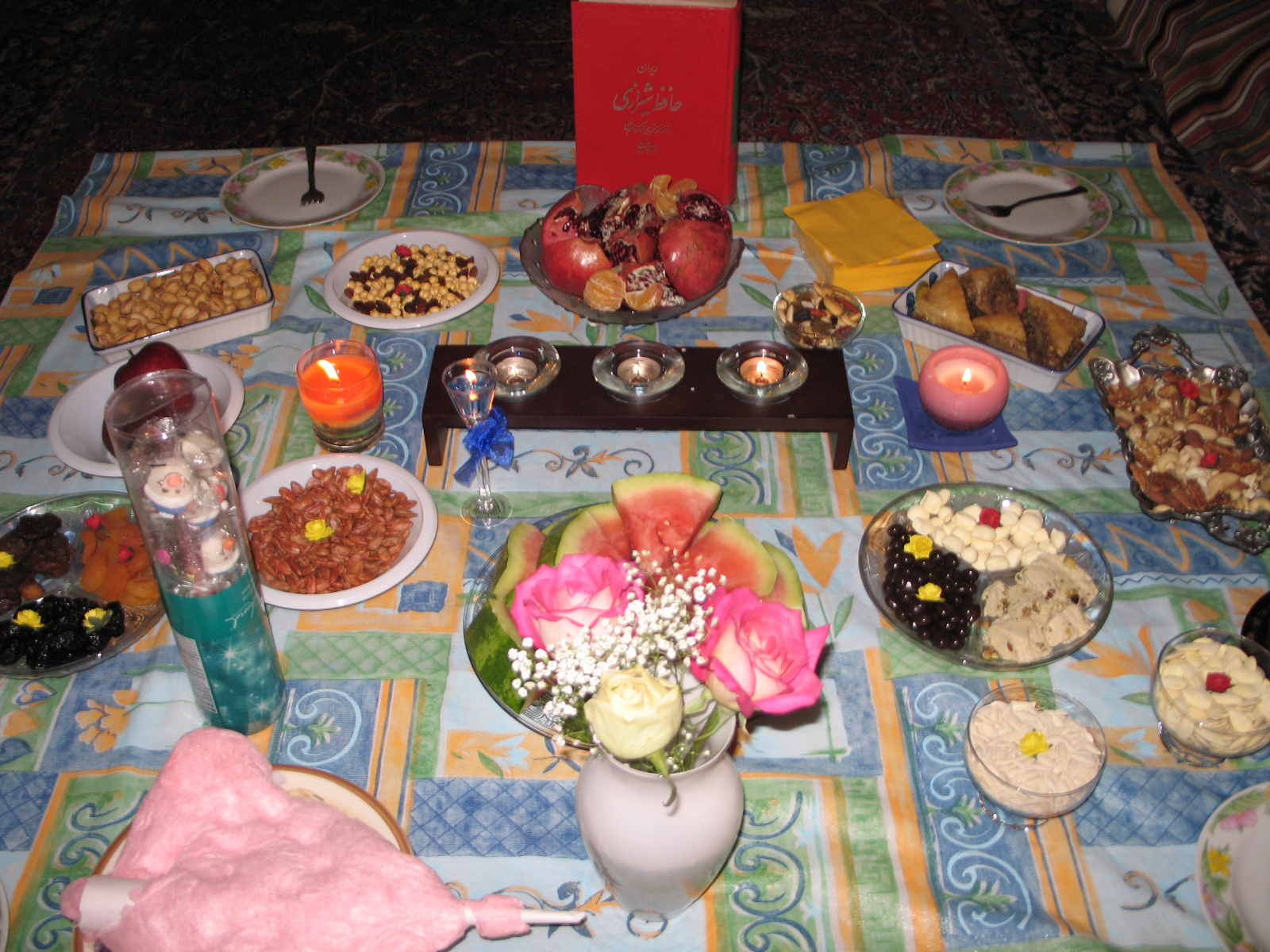
جلسة يلدا

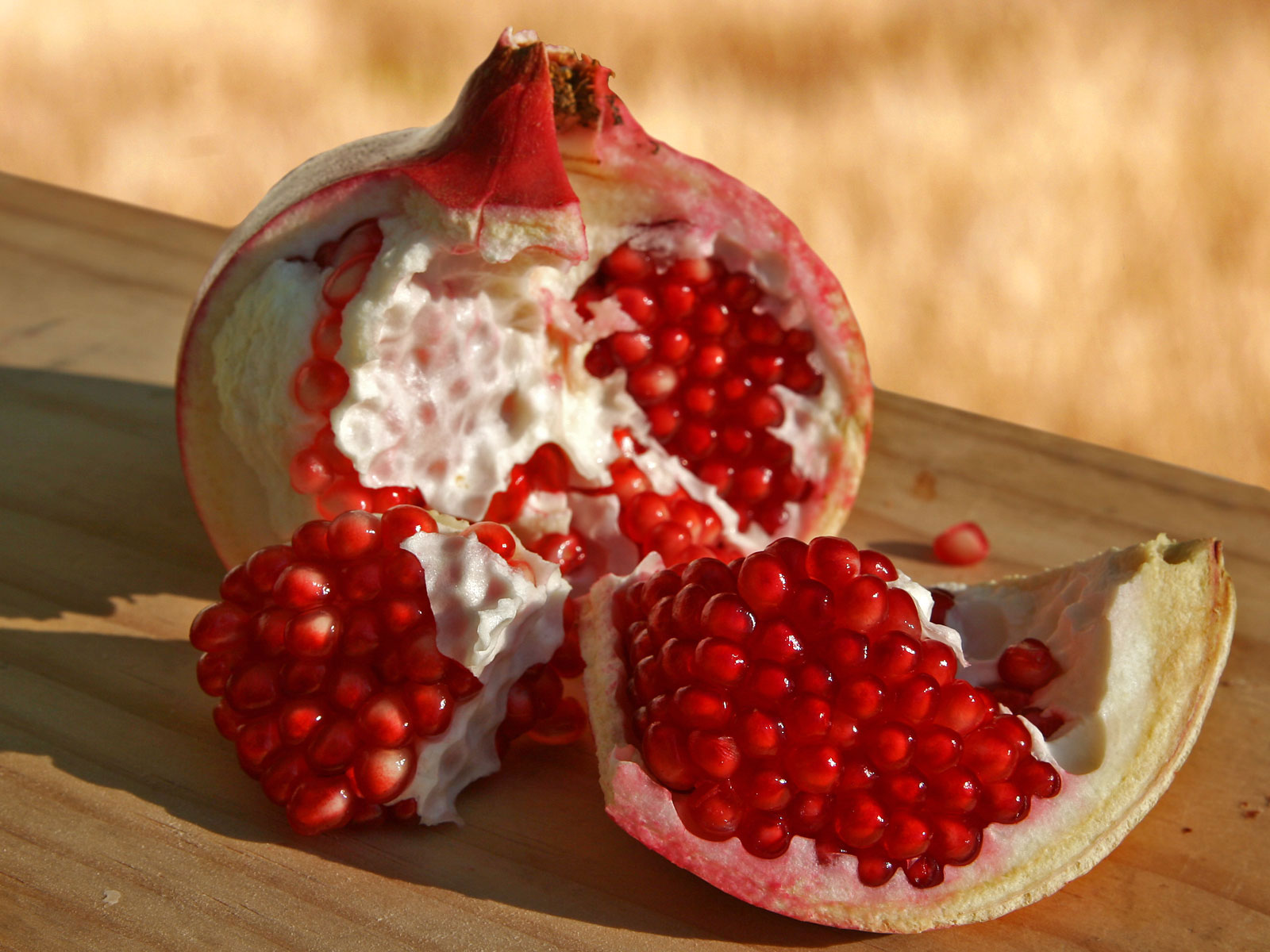
أكل الرمان من عادات ليلة اليلدا.

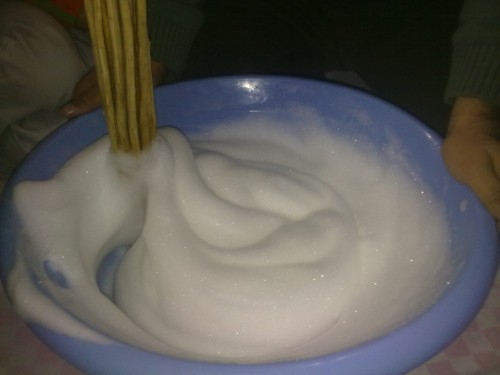
حلوى تقليدية في ليلة اليلدا في زيبد، خراسان رضوي (محافظة)

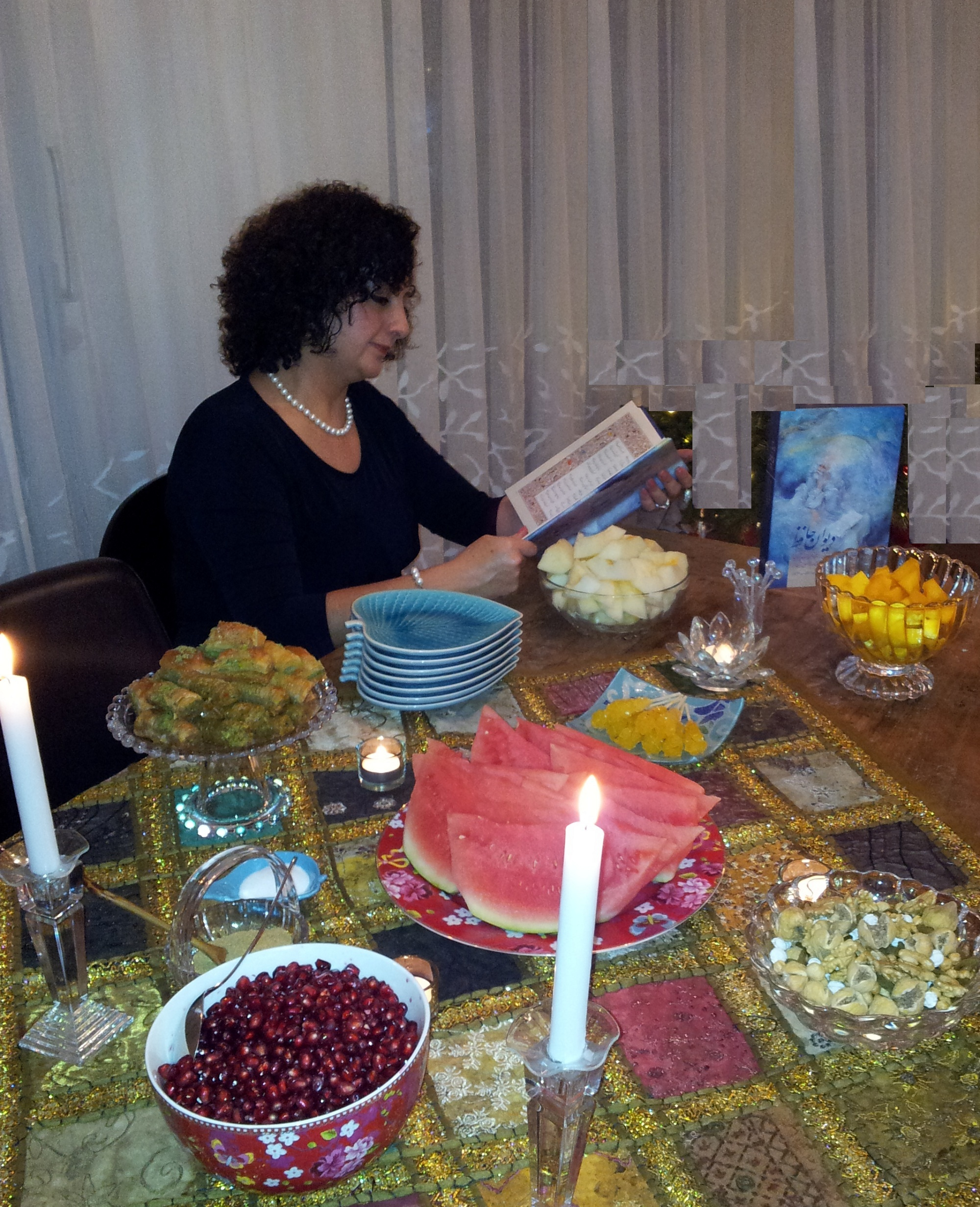
سيدة فارسية تقرأ أشعار حافظ الشيرازي في ليلة اليلدا

شب يلدا (بالفارسية: شَبِ يَلْدَا، ‎/ʃæbe jældɑː/‏)، وتعني «ليلة يلدا».. أطول ليلة في السنة يحييها بعض الأقوام منذ آلاف السنين.
ففي إيران والبلدان التي تتقاسم معها نفس الثقافة يُطلق على أول ليلة من فصل الشتاء اسم«شب چله» أو «شب يلدا» [ليلة يلدا]، وهي التي تتزامن مع ليلة الانقلاب الشتوي. وفي التقويم الإيراني، الذي يتطابق مع التقويم الطبيعي، كان هذا الانقلاب الشتوي على الدوام، وعبر كل العصور، يوافق ليلة الثلاثين من الشهر الإيراني آذر (الموافق لـ 21 دجنبر) وصباح اليوم الأول من الشهر الإيراني دي (الموافق لـ 22 دجنبر).
ليلة «يلدا» والحوادث الكونية:
تصل الشمس خلال الدوران السنوي للكرة الأرضية إلى أسفل نقطة في الأفق الجنوبي الشرقي، والتي تُعرف بنقطة «الحضيض»، مما يؤدي إلى قِصَر النهار وزيادة في مدة ظلمة الليل. لكن، بداية من فصل الشتاء أو الانقلاب الشتوي، تعود الشمس مجدداً إلى الناحية الشمالية الشرقية، مما ينتج عن ذلك زيادةً في ضياء النهار وقِصَراً في مدة الليل. بعبارة أخرى، تطلع الشمس خلال الشهور الستة الأولى، أي من بداية فصل الصيف إلى بداية فصل الشتاء، في كل يوم من مكان أدنى قليلا من محلها السابق في الأفق، إلى أن تصل في الأخير، في بداية فصل الشتاء، إلى أدنى حد جنوبي لها على بعد 23,5 درجة من الشرق، أو «نقطة الاعتدالين». ومن هذا اليوم فصاعداً، ينعكس مسير تحولات طلوع الشمس، ويعود مرة أخرى نحو الأعلى ونقطة التحول الصيفي.

## الاحتفال بـ«يلدا» في الديانات الإيرانية القديمة
«يلدا» والأعياد التي تقام في هذه الليلة هي طقوسٌ قديمة كان يحييها أتباع الديانة الميترائية في إيران، منذ آلاف السنين. ووفق هذا المعتقد فإن «يلدا» هي يوم ميلاد الشمس، وأصبحت فيما بعد ذكرى ولادة «ميترا» أو «مهر».
يقع هذا العيد في الشهر الفارسي «دى» وكان هذا الاسم في عهد ما قبل زردشت يعني «الخالق»، وأصبح يفيد، فيما بعد، معنى «خالق النور».
كان كلٌّ من النور والنهار والشمس تمظهرات وتجليات للخالق، في حين كان الليل والبرد يرمزان إلى أهريمن (الشيطان أو إله الشر في الديانة الزردشتية). وقد دفع استمرار تعاقب الليل والنهار الناسَ لكي يعتقدوا بوجود حرب دائمة بين هذين الاثنين أو بين النور والظلمة. فكانت الأيام الطويلة، وفق هذا المعتقد، تمثّل أيام نصر للنور والضياء، في حين كانت الأيام القصيرة ترمز إلى غلبة الظلمة والعتمة.

## أصل التسمية
كلمة «يلدا» مأخوذة من السريانية، وتعني «الولادة». أما كلمة «چله» مأخوذة من «چهل» (أربعون) [معجم محمد معين، ذيل كلمة چله]، ومخفف كلمة «چهله»، وهي تعني انقضاء فترة زمنية معينة، وليس بالضرورة انقضاء أربعين يوماً. لكن بعض المصادر التاريخية تشير إلى أن الإيرانيين القدماء كانوا يقسمون السنة إلى تسعة أشهر من أربعين يوماً.

## معرض صور

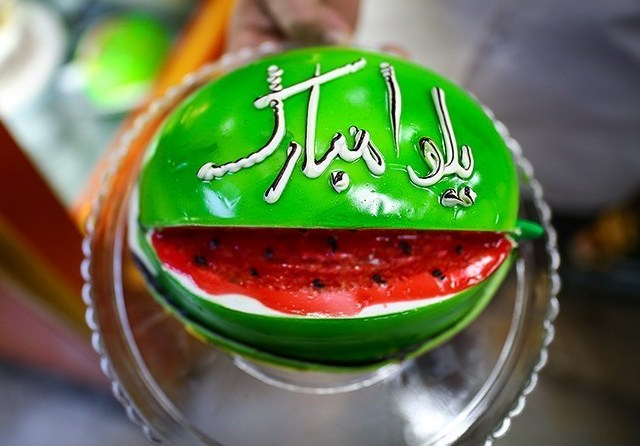
Yaldā Night shopping in جرجان
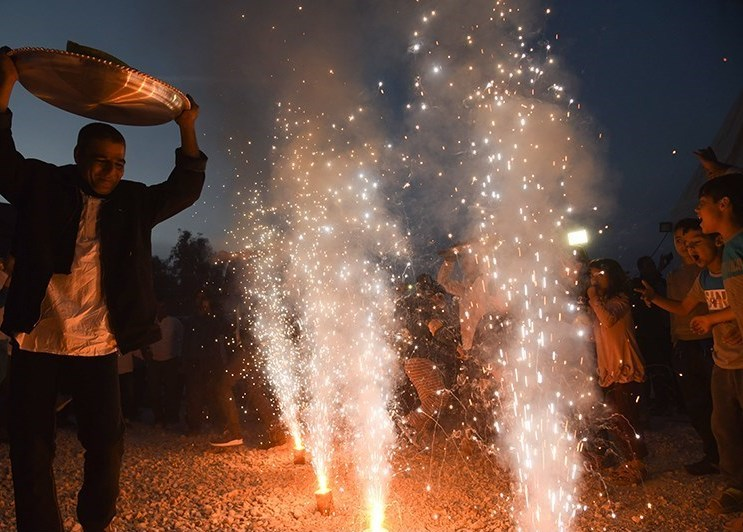
2017 Yaldā Night at سربل ذهاب
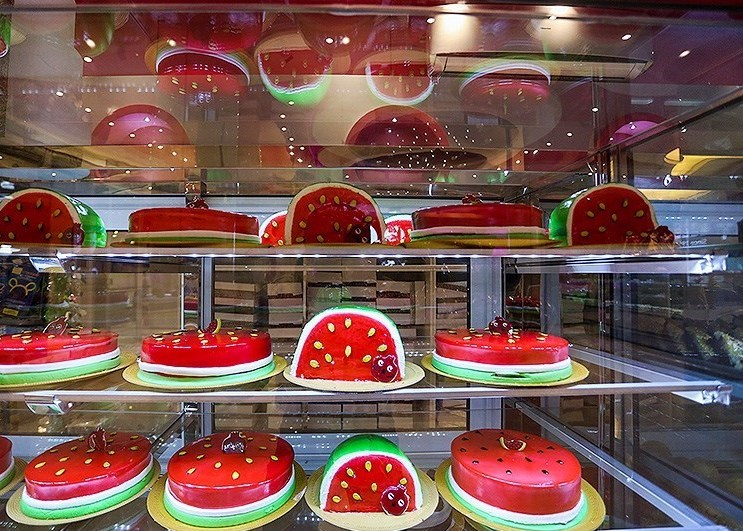
Yaldā Night cakes in أصفهان
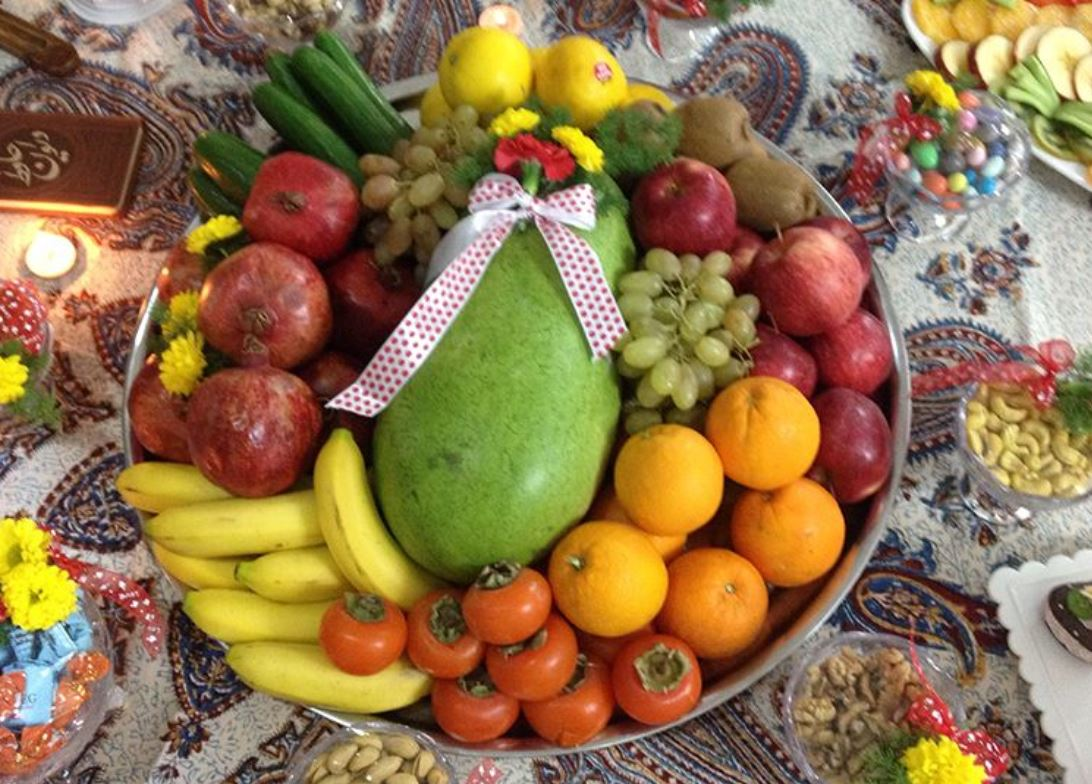
Fruits and حافظ الشيرازي in Yaldā Night
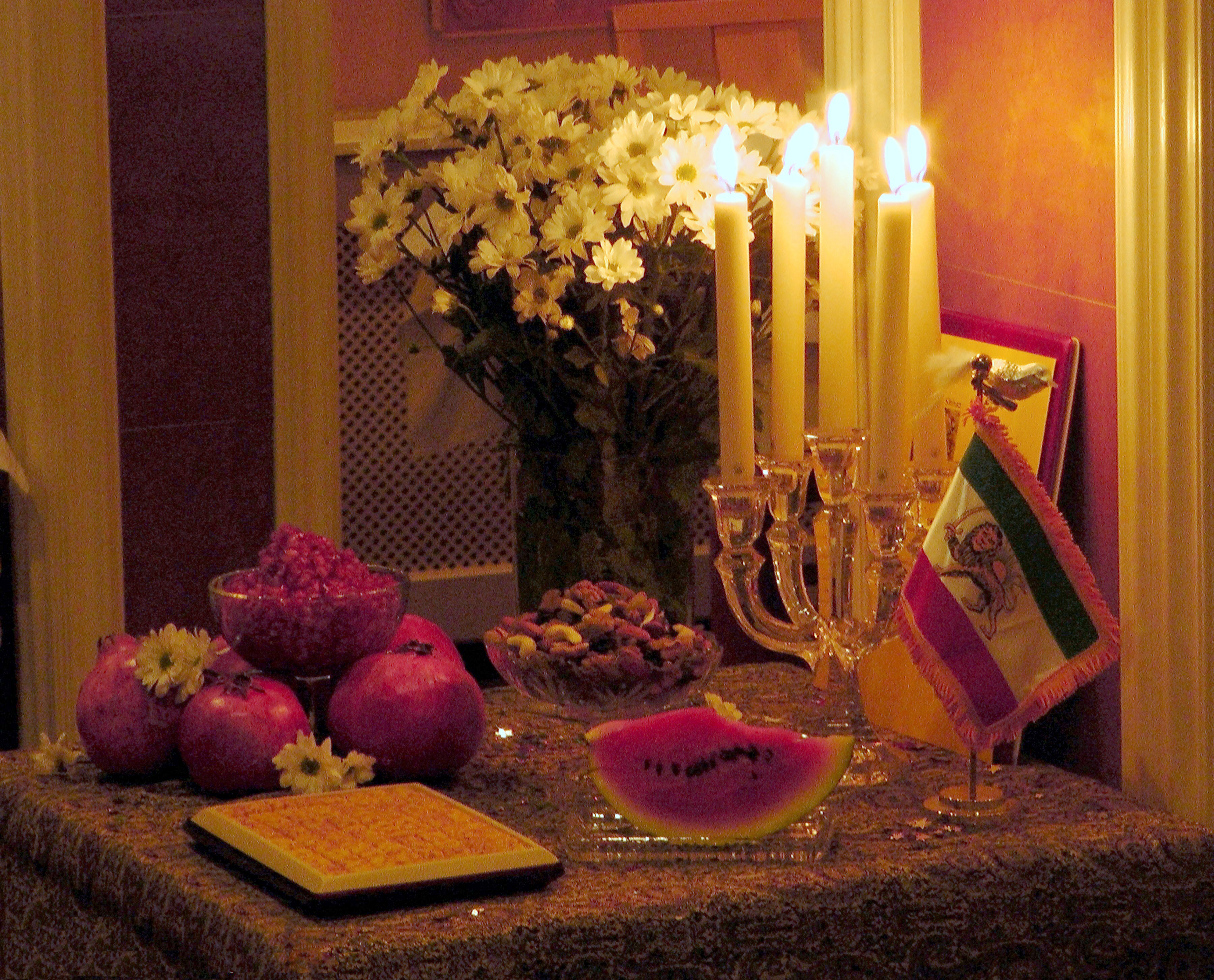
Special ceremony in yalda night زيبد
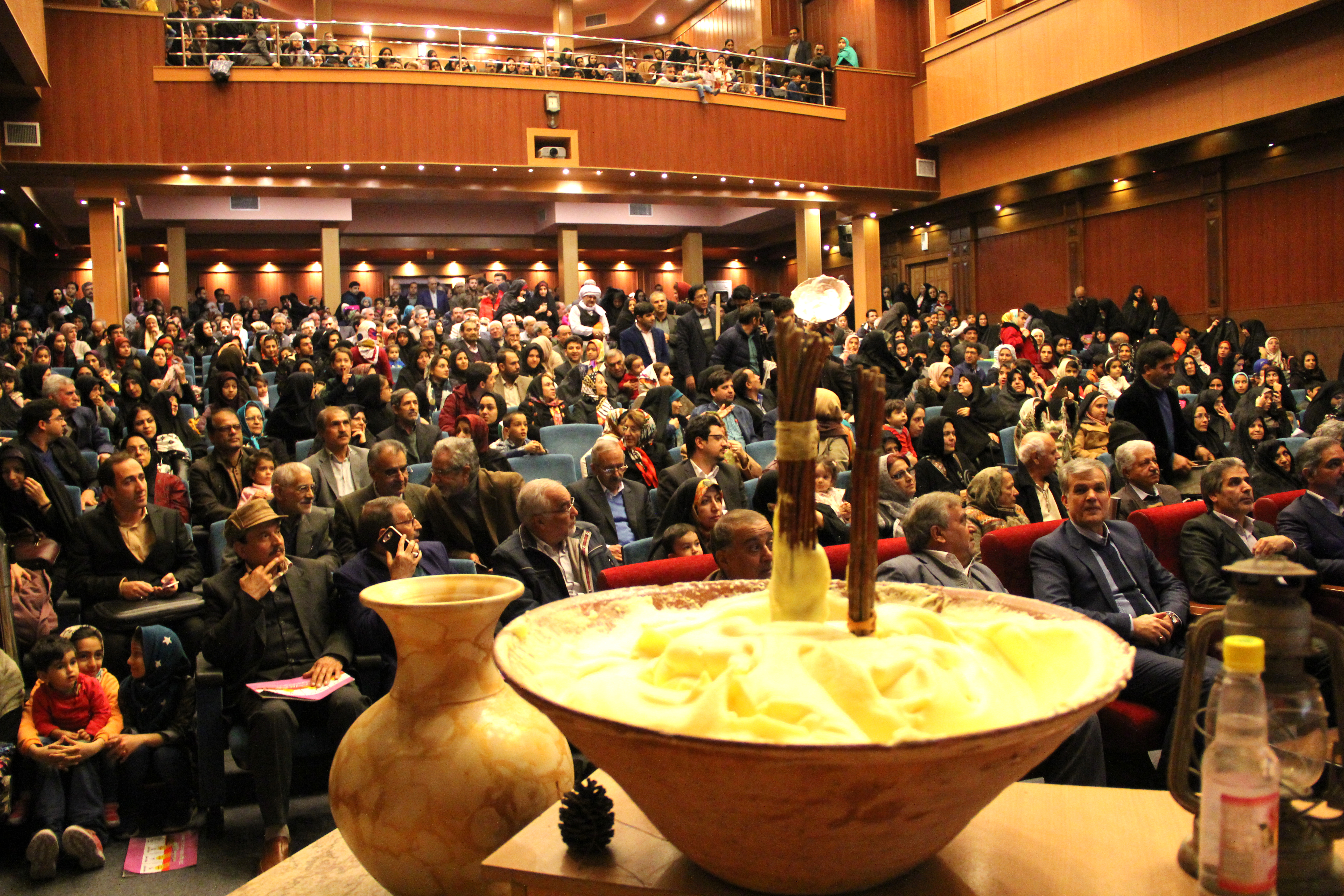
yalda sweets Kafbeekh 2014
yalda sweets Kafbeekh.2014